# Sebastapistes tinkhami
Sebastapistes tinkhami és una espècie de peix pertanyent a la família dels escorpènids.

## Descripció
- Fa 8 cm de llargària màxima.
- Té taques fosques, sobretot a la part posterior del cos i a les aletes posteriors.[6]

## Hàbitat
És un peix marí, associat als esculls de corall i de clima subtropical.

## Distribució geogràfica
Es troba a Sud-àfrica, la Reunió, l'illa Christmas, les illes Ogasawara i Nova Caledònia.

## Observacions
És inofensiu per als humans.